# Johnny Kleman
Sven-Ivar Johnny Kleman, född 29 juli 1959 i Borås Gustav Adolf, är en svensk frälsningsofficer. Han var mellan 1 juli 2016 och 31 december 2017, tillsammans med hustrun Eva Kleman, kommendör och territoriell ledare (TC) för Frälsningsarmén i Sverige och  och Lettland.
Kleman började 1977 som fältassistent i Frälsningsarmén och verkade som sådan, bland annat vid kåren i Karlstad, fram till 1980 då han inträdde på Frälsningsarméns Krigsskola i Stockholm. 1982 utnämndes han till frälsningsofficer och befordrades till löjtnant. Han gifte sig samma år med löjtnant Eva Hedberg och var tillsammans med henne kårledare i Karlskrona 1982–1984, i Kiruna och Malmberget 1984–1986 och i Skelleftehamn 1986–1988 då han blev divisionsungdomssekreterare i Örebro division, 1990 ihopslagen med Dala division till Västra divisionen. 1992–1997 var han kårledare för Göteborgs I:a kår och därefter för Vasakåren i Stockholm. Efter en period som studierektor vid Frälsningsarméns Officersskola (före detta Krigsskolan) blev han rektor för densamma.
2007 blev han fältsekreterare för Frälsningsarméns arbete i Finland och Lettland och återkom till hemlandet 2010 som chefssekreterare (souschef). I samband med detta befordrades han till överste. 2013–2016 var han territoriell ledare i Finland och Estland varefter han befordrades till kommendör och beordrades att ta totalansvaret för Frälsningsarméns arbete i sitt hemland som territoriell ledare.
Sedan 1 januari 2018 Internationell Sekreterare för Europa vid det Internationella Högkvarteret i London.

### Fotnoter
1. ↑  Johannes Ottestig (1 mars 2016). ”Frälsningsarmén i Sverige får nya ledare”. Dagen. http://www.dagen.se/fralsningsarmen-i-sverige-far-nya-ledare-1.691832. Läst 13 mars 2017.